# Hydraulické zařízení

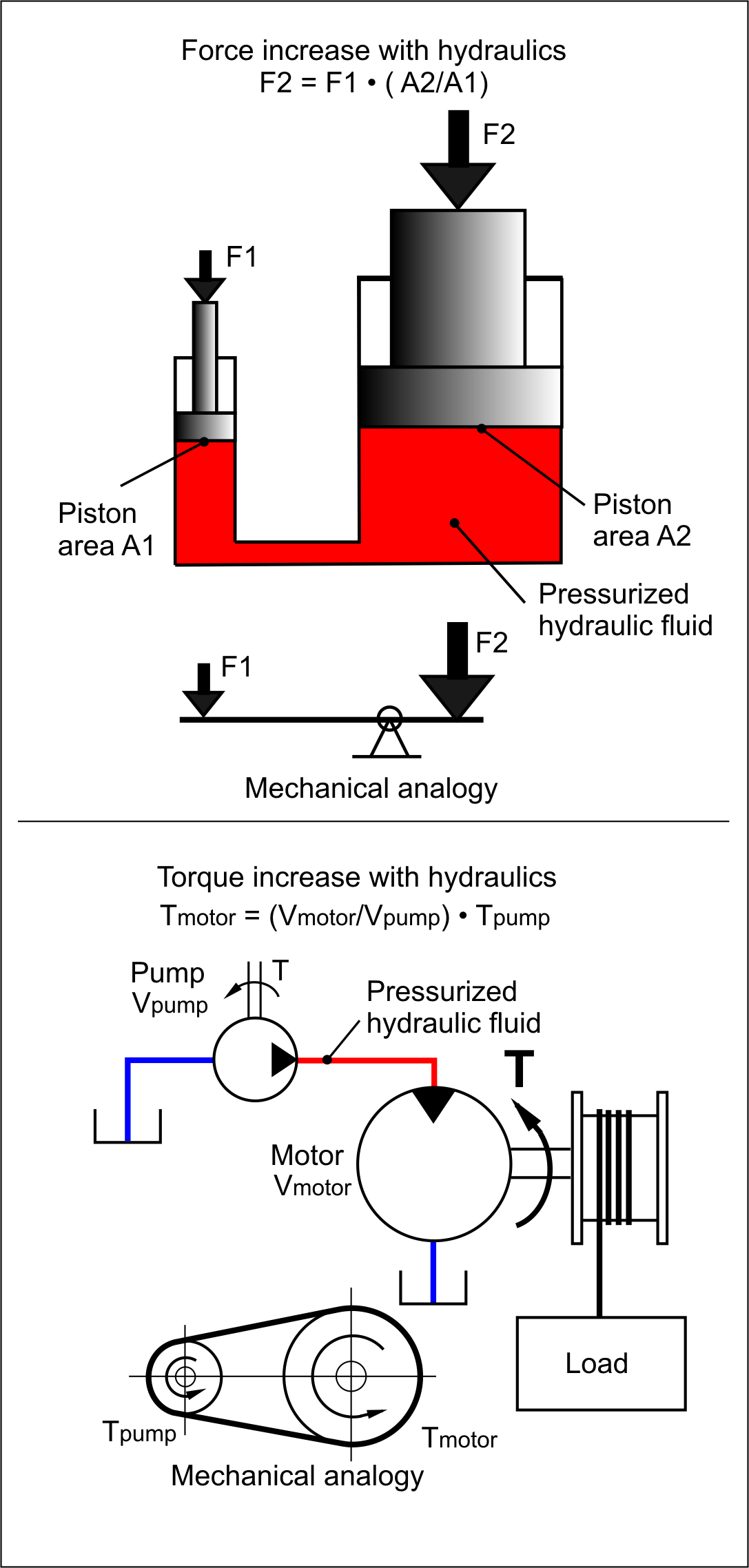
Schéma zařízení

Hydraulické zařízení je mechanický stroj, jehož hlavní součásti jsou 2 písty a mezi nimi uzavřená kapalina (obvykle se jedná o hydraulický olej). Působí-li síla na jeden píst, kapalina přenese sílu k druhému pístu.
Princip hydraulického zařízení vychází z Pascalova zákona. Síla, působící na první píst, vytváří v kapalině tlak, který se přenáší do všech míst kapaliny, tedy i k druhému pístu. Na druhý píst tlačí kapalina stejně velkým tlakem a podle velikosti plochy pístu působí celkovou silou, která může být větší než byla původní síla na první píst. Síla se tak nejen přenese, ale i zvětší.
Velikosti sil F1 a F2 na první a druhý píst závisejí na velikosti plochy pístů A1 a A2. Na větší píst působí větší síla tak, že tlak zůstává stejně velký.
{\displaystyle {\frac {F_{1}}{A_{1}}}={\frac {F_{2}}{A_{2}}}}
Mezi hydraulická zařízení patří např. hydraulický zvedák, hydraulické brzdy, hydraulický lis.